# Endymion (roman de Dan Simmons)
Endymion este al treilea roman științifico-fantastic scris de Dan Simmons din seria Hyperion Cantos. Centrat în jurul noilor personaje Aenea și Endymion, romanul a fost la fel de bine primit ca Hyperion și Căderea lui Hyperion - timp de un an de la publicarea sa, ediția broșată (paperback) a avut cinci reeditări. Romanul a fost nominalizat pentru Premiul Locus din 1997. 